# Diabły, diabły
Diabły, diabły – polski film psychologiczny z 1991 roku w reżyserii Doroty Kędzierzawskiej.

## Opis fabuły
Do pewnego miasteczka przyjeżdżają Cyganie. Trzynastoletnia dziewczyna zakochuje się w cygańskim chłopcu, jednak miejscowa społeczność postanawia wypędzić obcych.

## Obsada
- Justyna Ciemny - Mała
- Danuta Szaflarska - Wiedźma
- Monika Niemczyk - matka Małej
- Jerzy Łapiński - ksiądz
- Krzysztof Plewka - nauczyciel
- Paweł Chwedoruk - Grucha
- Grzegorz Karabin - Karabin
- Maria Szoma – stara Cyganka
- Wiesław Szoma - Cygan
- Kamil Siwak - Cyganioszek
- Piotr Pszczoła – Mały
- Aniela Mikucka - Maleństwo

## Nagrody
- Gdynia (do 1986 Gdańsk) (FPFF) - nominacja do nagrody za najlepszy film, nagroda za najlepszy dźwięk.